# اداگاناهالی
اداگاناهالی (به انگلیسی: Adaganahalli) در هند است که در کارناتاکا واقع شده‌است.